# USS Fort McHenry (LSD-43)
USS Fort McHenry (LSD-43) — десантний корабель класу «Відбі Айленд» ВМС США. Був названий на честь форту Макгенрі в Балтіморі, штат Меріленд, оборона якого у 1814 році надихнула на написання гімну США.

## Історія створення
Закладений 10 червня 1983 року на Lockheed Shipbuilding and Construction Company в Сіетлі, штат Вашингтон. Спущений 1 лютого 1986 (хрещена корабля — Хелен Д. Бентлі), і введений в експлуатацію 8 серпня 1987 року в Сіетлі, командир Джордж С. «Дасті» Родес.
27 березня 2021 року відбулась урочиста церемонія виведення корабля з експлуатації.

## Характеристики
Екіпаж: 22 офіцери і 391 матрос.
Може перевозити до 402 десантників.
Вміщає в доку 5 десантних човнів LCAC або 21 човен типу LCM-6s
Може мати на борту до 3-х вертольотів.

## Історія служби

### 2010
13 січня 2010 р. Fort McHenry було наказано сприяти зусиллям по наданню допомоги після землетрусу на Гаїті.

### 2015
В січні 2015 року, Fort McHenry і есмінець ВМС США Іводзіма були розташовані біля узбережжя Ємену в режимі очікування, щоб евакуювати персонал посольства США в разі необхідності внаслідок падіння єменського уряду.

### 2016
В середині лютого, Форт Макгенрі взяв участь у великих десантних навчаннях, Холодна Відповідь. Разом з нідерландськими десантно-вертольотними кораблями  Йохан де Вітт (L801) і  Роттердам (L800) вони утворили базу, з якої морські піхотинці проводили свої атаки.

### 2019
У січні 2019 увійшов в Чорне море для спостереження за Керченською протокою.  На цей час він належав до 22-ї морської експедиційної групи 6-го флоту США.